# Patrimoine culturel de Rabat
 (octobre 2021).
La mise en forme du texte ne suit pas les recommandations de Wikipédia : il faut le « wikifier ».
Les points d'amélioration suivants sont les cas les plus fréquents. Le détail des points à revoir est peut-être précisé sur la page de discussion.
- Les titres sont pré-formatés par le logiciel. Ils ne sont ni en capitales, ni en gras.
- Le texte ne doit pas être écrit en capitales (les noms de famille non plus), ni en gras, ni en italique, ni en « petit »…
- Le gras n'est utilisé que pour surligner le titre de l'article dans l'introduction, une seule fois.
- L'italique est rarement utilisé : mots en langue étrangère, titres d'œuvres, noms de bateaux, etc.
- Les citations ne sont pas en italique mais en corps de texte normal. Elles sont entourées par des guillemets français : « et ».
- Les listes à puces sont à éviter, des paragraphes rédigés étant largement préférés. Les tableaux sont à réserver à la présentation de données structurées (résultats, etc.).
- Les appels de note de bas de page (petits chiffres en exposant, introduits par l'outil «  Source ») sont à placer entre la fin de phrase et le point final[comme ça].
- Les liens internes (vers d'autres articles de Wikipédia) sont à choisir avec parcimonie. Créez des liens vers des articles approfondissant le sujet. Les termes génériques sans rapport avec le sujet sont à éviter, ainsi que les répétitions de liens vers un même terme.
- Les liens externes sont à placer uniquement dans une section « Liens externes », à la fin de l'article. Ces liens sont à choisir avec parcimonie suivant les règles définies. Si un lien sert de source à l'article, son insertion dans le texte est à faire par les notes de bas de page.
- La présentation des références doit suivre les conventions bibliographiques. Il est recommandé d'utiliser les modèles {{Ouvrage}}, {{Chapitre}}, {{Article}}, {{Lien web}} et/ou {{Bibliographie}}. Le mode d'édition visuel peut mettre en forme automatiquement les références.
- Insérer une infobox (cadre d'informations à droite) n'est pas obligatoire pour parachever la mise en page.

Pour une aide détaillée, merci de consulter Aide:Wikification.
Si vous pensez que ces points ont été résolus, vous pouvez retirer ce bandeau et améliorer la mise en forme d'un autre article.
 (novembre 2021).
Si vous disposez d'ouvrages ou d'articles de référence ou si vous connaissez des sites web de qualité traitant du thème abordé ici, merci de compléter l'article en donnant les références utiles à sa vérifiabilité et en les liant à la section « Notes et références ».
Le patrimoine culturel de Rabat relève de la Fondation pour la sauvegarde du patrimoine culturel de Rabat.

## Politique
La préfecture de la ville de Rabat a déclaré que la conservation du patrimoine de la ville est une priorité.

## Histoire
Le Maréchal Lyautey est considéré comme l’instigateur au Maroc d’un véritable modèle de patrimonialisation.

## Patrimoine historique

### L'ancienne Médina
La vieille Médina, appelée jadis « Salé le neuf » (par opposition à Salé le vieux, synonyme de la Médina de Salé), est une composante majeure du tissu urbain de la ville de Rabat. À travers ses ruelles qui regorgent d'histoires (comme la rue des Consuls, Souiqua, Legza…). Elle constitue une mémoire vivante du passé de la ville, y abrite une mosaïque d'éléments patrimoniaux, à la fois matériels et immatériels : Riads, anciennes maisons, Mellah (quartier juif), marabouts, mosquées, différents types de commerces d'artisanat (tapisseries, broderie, pâtisseries, textile…).

### Les Monuments
Rabat dispose de plusieurs monuments d'un patrimoine riche classé par le Département de la culture.
Les recherches archéologiques faites à Rabat montrent que la ville a attiré depuis l’Antiquité différents peuples, tels que les Phéniciens et les Carthaginois.
Parmi les monuments célèbres de la ville de Rabat, on trouve :
- la Tour Hassân
- la cité mérinide du Chellah, incluant les vestiges romains
- la Kasbah des Oudayas
- les remparts, enceintes et fortifications
- le Fort Rottembourg
- Borj Sirat, abritant le phare
- Borj Dar
- la Kechla de Moulay Rachid (connue aussi sous le nom de Kasbah Jdida)

#### Les légendes du Chellah
Ce site du Chellah peut être vu comme un cimetière multiscalaire, depuis la nuit des temps, quand des soldats romains étaient tombés au combat (d'où l'origine de son nom Necropolis). Le rajout à chaque génération de couche de terre permettait l’inhumation de nouvelles dépouilles, cette pratique était conservée par les populations qui avaient occupé la cité, jusqu’à la fin du XIXe siècle. Les mérinides avaient aussi transformé ce lieu en nécropole vénérée, pour leurs sultans, saints et vertueux, terminait-il, en leur dévoilant les vestiges du mausolée du Sultan Abu Youssef Yaâcoub où reposent aussi sa mère Oum’ El Azz et son épouse Chems Doha. Cependant, la stèle funéraire du sultan est exposée au musée archéologique.
Le site offre un paysage macabre à l’image des pierres tombales éparpillées par-ci et par-là rajoutant un aspect à la fois de solennité et de deuil. Plusieurs légendes sont ancrées dans la mémoire des Rbatis, par exemple :
- Le site romain ne se limitait pas aux remparts mérinides mais allait bien au-delà vu les découvertes dans des sites comme les Oudayas, Hassân et même le lieu où fut construite la Résidence générale (où des sarcophages chrétiens de l'époque romaine ont été exhumés[3]).

- la fameuse clairière appelée El-Khalwa continue à attiser les légendes sur la magie noire, très connue pour être jadis l’endroit d’initiation des fqihs (magiciens chevronnés) aux pratiques de sorcellerie, en particulier celles visant la chasse aux trésors.
- Le site avait été dépouillé par les chasseurs de trésors, les fouilles officielles des années 1930 avaient révélé l’existence de trace de trésors déterrés selon le premier numéro de la revue Hesperis-Tamuda, ce qui attise les idées sur l'éventualité de la présence de trésors cachés.

- La légende du Sultan noir, selon laquelle il s'agit d'un seigneur du lieu, un esprit du mal, un démon. Certains chasseurs de trésor[Qui ?] évoquent un grand serpent noir qui garde les trésors de cette cité, mais certains disent qu’il s’agissait de Moulay Ahmed El-Âji, l’un des fils du Sultan Sidi Mohammed Ben Abdellah, qui était son Calife à Rabat (ou Wali de Salé la Barbaresque selon le Consul danois « George Høst », et qui avait un teint très brun.

#### Les légendes des Oudayas
La forteresse des Oudayas était construite en plusieurs étapes. À la base, une colline rocheuse qui constituait un point stratégique de surveillance. Les sarcophages et les chapiteaux romains découverts aux alentours d’une part, et les jarres romaines repêchées dans l’embouchure soutiennent la thèse d’une plateforme militaire romaine pour défendre le comptoir commercial qui se trouvait à l’intérieur du fleuve (Sala Colonia).
Les ruines romaines avaient servi les tribus pour construire le fortin de Ksar Beni Targa, qui a connu une extension sous les Almoravides pour devenir le Ribat Ibn Tachefine (source d’appellation de l’actuel Rabat), et qui sera détruite par les Almohades pour construire sur ses décombres leur grande Kasbah (Mehdia). Les morisques expulsés d'Espagne par Philippe III s'y étaient installés avant l'arrivée des Alaouites qui l’avaient ensuite rebaptisé Oudayas.
La Kasbah était alors le Diwan de la Répuplique du Bouregreg, dont les gouverneurs étaient des corsaires morisques (les Fennich, Vergas, Maranos, Carrasco…) et des renégats (tels que le fameux Mourad Rais). C'est de ces corsaires que descendaient les familles Rbaties connues pour avoir gardé les traditions de la ville.
- Il y a au moins cinq passages secrets aux Oudayas, que peu de gens ont visités. Ces passages secrets sont actuellement annexés à des propriétés privées au détriment de l’utilité publique, malgré l’existence d’une loi[4] qui les protège en les classant comme monuments historiques. en l'occurrence les souterrains et vestiges apparents au niveau du sol, les souterrains à usage de cave au sous-sol de Dar El Baraka, les souterrains sis au-dessous de la maison en ruine de Si El Hadj Thami El-Glaoui, Pacha de Marrakech ainsi que le chaînage du mur Nord de cette maison, et enfin, l’escalier couvert des pirates.
- Il y aurait aussi, selon certains dires, des cellules de prison aux grilles de fer et des chaînes clouées sur les murs… mais tout serait fermé au public.

### Urbanisme colonial
L'urbanisme colonial, constituant le noyau de la ville moderne a été réfléchi par Lyautey suivant un premier plan directeur en 1912, avant même l'arrivée en 1914 de son équipe composée d'architectes, d'urbanistes et de paysagistes en 1914 (Prost, Forestier, Laforgue, Marrast…).
C'est notamment la vision du premier Résident général lors du protectorat qui a permis un développement de la ville tout en préservant ses aspects patrimoniaux hérités au fil des siècles.

### Jardins publics
Rabat s’est développée autour de jardins et non pas l’inverse comme les autres villes. Ce fait a été rapporté dans plusieurs ouvrages, et témoigné par ses proches comme Charles Boyer : « Traçant lui-même l'axe de la ville nouvelle, de la gare future à la ville indigène et au port, comme les généraux romains traçaient l'axe du camp qui devait plus tard faire une cité, il a définitivement décidé que la capitale administrative du Maroc français se développerait au milieu des jardins. (…) Rabat, où s'affirmera sans doute le mieux l'esprit du premier organisateur du Protectorat et de ses architectes ».
Ces jardins existent toujours, et constituent des repères de l'identité de la ville :

Jardin de la Résidence Générale à Rabat

- Jardin du Triangle de vue
- Jardin du Belvédère
- Jardin des Essais
- Jardin de la Résidence Générale
- Jardin Andalou des Oudayas

### Patrimoine culturel

Musée Mohammed VI d'Art moderne et contemporain

La ville de Rabat est dotée de plusieurs infrastructures culturelles : théâtres, cinémas, centres culturels, galeries et musées.

Musée de l'Histoire et des Civilisations à Rabat

Parmi les musées, on trouve :
- Musée Mohammed VI d'Art moderne et contemporain
- Musée de l'Histoire et des Civilisations (Ex. Musée archéologique)
- Musée des Oudayas (Musée national des bijoux)
- Musée Nationale de la Photographie (en)
- Musée Maroc Télécom
- Musée Bank Al Maghrib
- Musée du Haut Commissariat de la Résistance et des Anciens Combattants
- Musée National des PostesMusée Mohammed VI d'Art moderne et contemporain

## Patrimoine immatériel
Le patrimoine culturel immatériel se réfère non seulement aux monuments et aux collections d’objets, il inclut aussi selon l'UNESCO les traditions ou les expressions vivantes héritées de nos ancêtres et transmises à nos descendants, comme les traditions orales, les arts du spectacle, les pratiques sociales, rituels et événements festifs, les connaissances et pratiques concernant la nature et l’univers ou les connaissances et le savoir-faire nécessaires à l’artisanat traditionnel.

### Sur le plan artisanal

Exposition de produits d'artisanat à la rue des Consuls (ancienne médina)

Sur le plan artisanal, Rabat regorge d'activités à forte valeur ajoutée, chaque activité est transmise de génération à génération, de maîtres à apprentis.
Rabat conserve des aspects patrimoniaux identitaires inventoriés par la direction du Patrimoine, tels que 
- Tarz Rbati Leqdim (broderie dite du vieux Rabat)
- Tarz Rbati Lejdid (broderie dite moderne)
- Zerbiya Rbatya (tapisserie)

Zerboya Rbatya (tapis de Rabat)

La broderie rbati (de Rabat) a évolué au cours des dernières années permettant de distinguer la broderie dite du Vieux Rabat et celle moderne. La plus ancienne est représentée par plusieurs compositions avec notamment des silhouettes humaines, largement utilisées à partir du XVIIIe siècle et quelque peu abandonnées vers la fin du XIXe siècle. La monochromie est massive avec des couleurs jaune vieil or, rouge foncé ou bleu sombre. D’autres compositions représentent des crosses et spirales qui décorent, dans l’histoire, les angles de chapiteaux. Le style a une monochromie plus aérée avec deux ou trois tons maximum. Enfin, on retrouve les compositions réalisées sur la base de motifs végétaux abondants avec une riche polychromie. Ce type de broderie ancestrale de Rabat a su évoluer vers un style de broderie plus moderne. Prennent alors le dessus les décors végétaux qui ne seront plus appliqués seulement aux ornements décoratifs mais aussi aux vêtements avec une polychromie reproduisant de façon très architecturée les éléments.

### Sur le plan gastronomique
Rabat n'a pas une gastronomie spécifique, les plats connus de la ville sont inscrits sur le registre plus large de la cuisine marocaine.
On peut néanmoins distinguer des plats ou spécialités :
- Mâassel : plat à base de viande d'agneau ;
- Kaâk : spécialité pâtissière propre à la ville.

### Sur le plan de la maçonnerie
D'autres aspects peuvent être considérés dans le cadre du patrimoine immatériel, comme le mode de préservation des remparts et fortifications (ce sont les méthodes et astuces de maçonnerie permettant la réhabilitation des remparts à l'identique).

Travaux de maçonnerie permettant la réhabilitation des remparts à l'identique.

### Les traversées du Bouregreg
La traversée du fleuve du Bouregreg a été depuis plusieurs siècles une pratique de transport, permettant de relier les deux rives des villes sœurs, Rabat et Salé. Une pratique qui rappelle le passé glorieux maritime, notamment à l'époque des corsaires salétins.
Aujourd'hui, bien qu'existent l'infrastructure et les moyens permettant le déplacement entre ces deux villes, les Rbatis et les visiteurs continuent à pratiquer la traversée avec les felouques, profitant à la fois du cadre agréable des traversées (ou tournées) et les points de liaison sur les quais tout au long des rives, permettant l'accès à la marina de Salé ou à la corniche fluviale de Rabat.

Traversée du Bouregreg.

### Les Nzaha
Le cours d’eau qui traverse les aqueducs romains, surgit en dehors des remparts sud, au pied du Chellah, parcourant le bas de la colline sous forme de ruisseau avant d’atteindre le fleuve, traversant une plaine où les Rbatis faisaient leurs N’zaha, que Lyautey avait baptisé « Le Robinson ». Il y avait même un café auquel on pouvait accéder en descendant la colline ou en venant par barque depuis le fleuve.
Les N’zaha habituelles se faisaient tous les vendredis de la saison du printemps.
Jusqu’aux années 1960, les familles prenaient la route à l’aube, chargeaient leurs bagages sur leurs ânes ou mules, partaient à pieds ou bien en carrosse en ramenant des paniers de paille ou des couffins en osier couverts d’une serviette et qui contenaient la nourriture et le bagage pour s’asseoir et se protéger du soleil. À partir des années 1970, les moyens de transport s’étant développés à Rabat, les familles s’y rendaient en voiture, par bus ou en taxi.
Avec la réhabilitation des surfaces vertes aux alentours de Chellah, les familles Rbaties ont retrouvé cette habitude.

## Classement UNESCO
Riche d’une longue histoire, la ville de Rabat, a connu, pendant les deux dernières décennies, une dynamique marquante et exceptionnelle, notamment en matière d’infrastructure urbaine. Elle a bénéficié en 2012 d’une reconnaissance internationale d’envergure : elle a été classée au patrimoine mondial de l’UNESCO.

### Modernisation de la ville
Outre son label de « Patrimoine mondiale UNESCO », Rabat a rajouté aussi à sa marque l’étiquette : « Rabat, ville lumière, capitale de la Culture », via un programme intégré baptisé du même nom, et s'articulant autour de sept axes principaux : la dynamisation des activités économiques et le renforcement des infrastructures routières, la valorisation du patrimoine culturel, la préservation des espaces verts et de l'environnement, l'amélioration de l'accès aux services et équipements sociaux de proximité, la requalification du tissu urbain et la modernisation des équipements de transport.
Dans le cadre de ce programme, Rabat a bénéficié, également, de plusieurs grands projets « prestigieux », un « signe par excellence de la modernité prônée par un État se voulant lui-même moderne ».

### Problématique
Toutefois, ce programme de mise à niveau et de développement urbain a causé, à travers certains projets d’infrastructures, des critiques de l’UNESCO qui a exprimé en décembre 2019 son « regret » de voir certains bâtiments touchés par des modifications, ou de voir jaillir des projets qu’elle a qualifié comme étant « agressifs ». l’UNESCO « regrettait profondément que tous les détails de ce grand programme (développement urbain de Rabat) et de ses projets n’aient pas été examinés [par le comité du Patrimoine mondial] au préalable ». L’UNESCO a même exigé une « étude d’impact visuel et paysagé de ces projets urbains », engagés pourtant pour rendre Rabat une métropole moderne et intelligente.
Rabat s'est trouvé partagée entre, d’une part, les impératifs liés à son vaste programme de développement urbain s’inscrivant dans un processus de métropolisation, et d’autre part, les obligations d’honorer des engagements se rattachant à son statut découlant de son inscription sur la liste du patrimoine mondial de l'UNESCO et ce, dans une dimension universelle « supra-territoriale ».
Aujourd’hui, des actions sont menées pour valoriser et préserver le patrimoine culturel, matériel et immatériel de Rabat, en même temps que d’autres actions engageant des grands projets urbains modernes visant à instaurer un esprit de « ville intelligente et durable ».

## Gestion du patrimoine culturel de Rabat

### Sur le plan institutionnel
Auparavant, la gestion du patrimoine culturel de la ville de Rabat était départagée par plusieurs acteurs, notamment :
- Le Ministère de la Culture, à travers la direction du Patrimoine : Il veille à la préservation des sites archéologiques (historiques et préhistoriques) et des monuments.
- La Commune urbaine : Elle veille sur la préservation du patrimoine urbain contemporain, notamment datant de l’époque coloniale.
- L’agence urbaine de Rabat : chargée de la réalisation des études d’impact patrimonial en marge des projets urbains.

Son Altesse Royale, Princesse Lalla Hasnaa, Présidente de la Fondation pour la sauvegarde du patrimoine culturel de Rabat.

Désormais, c’est ladite Fondation pour la sauvegarde du patrimoine culturel de la ville de Rabat qui a pris l’ascendant sur ces institutions.
Cette fondation reflète l'intérêt royal particulier de préserver et valoriser le patrimoine culturel de la capitale. Elle est présidée par Son Altesse Royale la Princesse Lalla Hasnaa.
Créée depuis 2012, à la suite de l’inscription de la ville par l’UNESCO, mais opérationnelle depuis 2020, cette fondation (dont le conseil d’administration est composé par les acteurs locaux cités en haut, et dont les décisions stratégiques se prennent de manière collégiale) œuvre en tant qu’organe transversal de coordination des actions de sauvegarde et de mise en valeur du patrimoine.
Ladite fondation a été créée dans un souci d’éloigner la question de la patrimonialisation culturelle des agendas politiques des élus. Étant indépendante, elle a pour vocation de perpétuer et de transmettre les valeurs historiques, architecturales, artistiques, paysagères, matérielles et immatérielles inhérentes au Patrimoine Culturel de Rabat.
La première action de cette fondation fut l'organisation d'une rencontre scientifique internationale ayant pour but l'instauration d'un écosystème digital pour accompagner la transformation numérique du patrimoine culturel de Rabat, notamment à travers une stratégie qui s'appuie sur cinq axes  :
1. Stimuler l’innovation dans les nouvelles technologies et outils numériques pour intégrer le processus de conservation du patrimoine culturel archéologique, bâti et muséologique ;
2. Recourir au potentiel qu’offre la numérisation pour la médiation culturelle et la valorisation du patrimoine culturel pour enrichir les programmes de visites des monuments historiques, sites archéologiques et musées ;
3. Promouvoir la numérisation pour des fins de documentation et de conservation des éléments du patrimoine national y compris ses aspects immatériels ;
4. Mutualiser les échanges et les expériences de numérisation entre les différents acteurs agissant dans le domaine du patrimoine culturel national ;
5. Encourager la création de centres d’interprétation du patrimoine totalement numérisés.

### Sur le plan associatif
Deux associations majeures sont impliquées dans des actions visant la promotion et le rayonnement du patrimoine culturel de Rabat :
- Association Ribat Al-Fath
- Association Rabat-Salé Mémoire
- Association Maroc Cultures, organisatrice du festival Mawazine

## Dans la littérature
Le patrimoine culturel de Rabat a fait l'objet d'une adaptation romanesque : Esprit chasseur : Le secret des Maures vivants de Noureddine Hany, publié fin 2019. Il s'agit d'un polar ésotérique qui propose un jeu d'énigmes et de pistes, explorant l'histoire et la philosophie de l'urbanisme et de l'architecture de Rabat au fil des siècles.
Ce roman a été répertorié, eu égard son sujet et la manière dont il traite dans une œuvre littéraire le patrimoine culturel matériel et immatériel de Rabat, par la Bibliothèque de l'Académie Française des Sciences d'Outre-mer sous la cote 63.172 (recension d'octobre 2021).